# Peà (mitologia)
Peà (en grec antic Παιάν), segons la mitologia grega és, en els cultes de l'època clàssica un epítet ritual aplicat a Apol·lo "guaridor". Però des dels poemes homèrics, hi ha un Peà (de vegades anomenat Peó Πάων) independent d'Apol·lo considerat un déu de la curació. Aquest Peà va tenir cura d'Hades quan va ser ferit per una fletxa disparada per Hèracles. També, durant la guerra de Troia, neteja i fa cicatritzar les ferides d'Ares que havia estat ferit per Diomedes. Aquest déu cura fent servir plantes. A poc a poc es va anar assimilant a Apol·lo i d'altra banda aviat és suplantat per Asclepi.
Homer il·lustrà dos aspectes d'Apol·lo expressats en els himnes anomenats Peà: el del déu sanador o apotropaic i el de la cançó que té un sentit d'agraïment o triomf. Hesíode també separà tots dos conceptes. En la poesia anterior, Peà és invocat com a déu de la curació. És difícil separar Peà en el sentit de "sanador", de peà en el sentit d'"himne".
En una tauleta de lineal B trobada a Cnosos apareix el nom pa-ja-wo, que alguns estudiosos creuen que es un antecedent de Peà.